# Victoria Sauze
Pour les articles homonymes, voir Sauze.
Victoria Sauze Valdez née le 21 juillet 1991 en Argentine est une joueuse argentine de hockey sur gazon. Elle joue avec l'équipe nationale argentine de hockey sur gazon, remportant la médaille d'argent aux Jeux olympiques d'été de 2020.

## Carrière
En 2017, Sauze a été appelée dans l'équipe nationale féminine senior. Elle a concouru dans l'équipe qui a terminé cinquième à la Finale de la Ligue mondiale 2016-2017 à Auckland.
Elle a remporté une médaille d'or aux Jeux panaméricains de 2019.